# Yongjing (Changhua)
Yongjing, auch Yungchin (chinesisch 永靖鄉, Pinyin Yǒngjìng xiāng, taiwanisch: Éng-chēng-hiong) ist eine Landgemeinde des Landkreises Changhua in der Republik China (Taiwan).

## Lage und Beschreibung
Yongjing liegt in der Changhua-Ebene im Zentrum des Landkreises Changhua. Seine Nachbargemeinden sind Puxin und Yuanlin im Norden, Shetou im Osten, Tianwei im Süden und Xihu im Westen. Mit rund 1700 Einwohnern je km² hatte Yongjing im September 2024 die dritthöchste Bevölkerungsdichte unter den Landgemeinden (鄉 xiāng) Taiwans.

## Geschichte

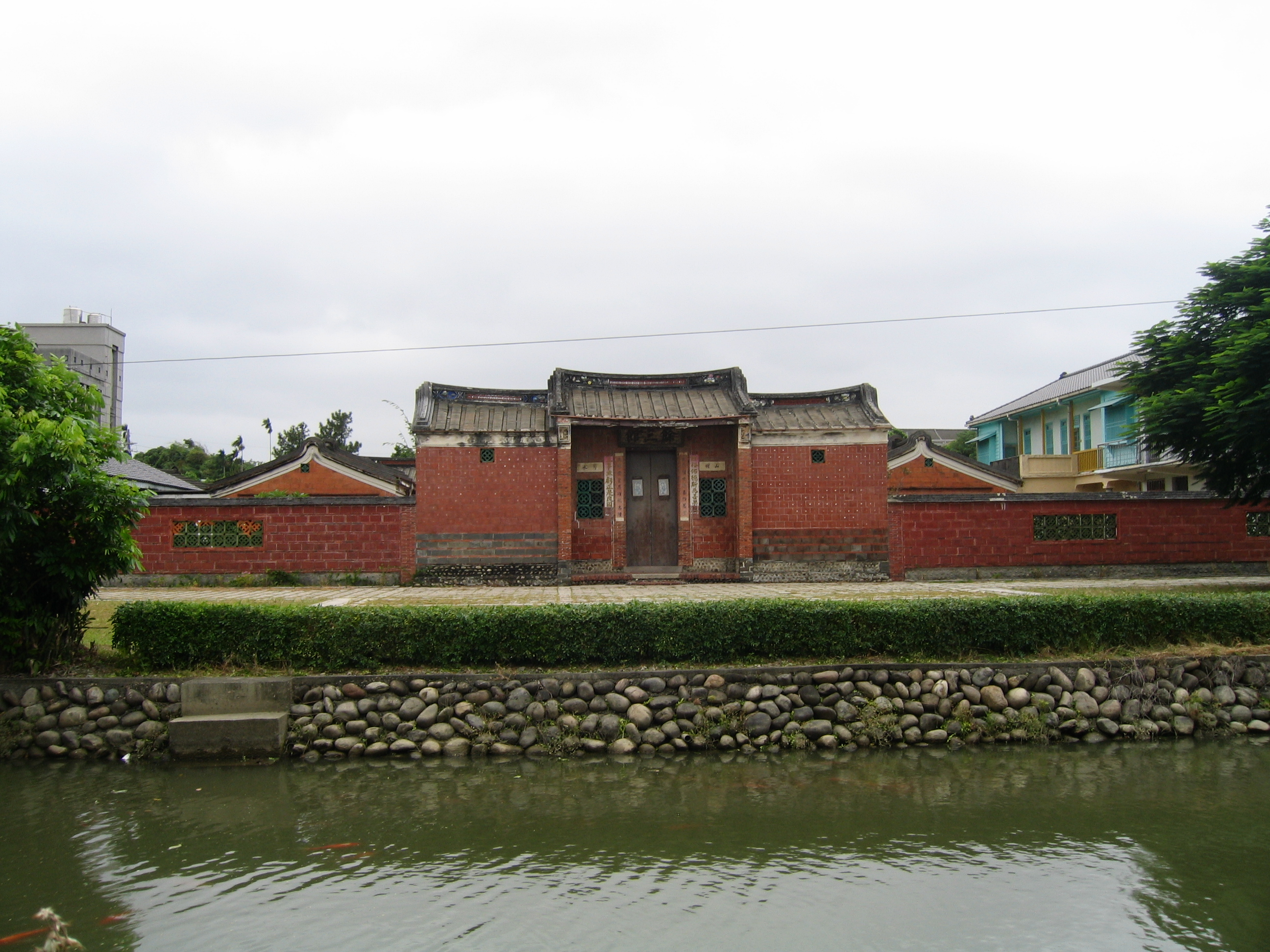
Das Yusan-Anwesen (餘三館), erbaut 1891

Das Gebiet des heutigen Yongjing war ursprünglich von taiwanischen Ureinwohnern, den Hoanya und den Babuza, bewohnt. Seit Ende des 17. Jahrhunderts wanderten chinesische Siedler aus Fujian und Guangdong ein, machten das Land urbar und legten Bewässerungskanäle an.
Viele Einwanderer gehörten der Volksgruppe der Hakka an. Diese gründeten Anfang des 18. Jahrhunderts eine Siedlung namens Yongjing, „Ewiger Friede“, die jedoch wenige Jahre später im Zuge von Auseinandersetzungen zwischen Hakka und Hoklo zerstört wurde.
Zur Zeit der japanischen Herrschaft über Taiwan wurde die Gegend im Jahr 1920 erneut unter dem Namen Yongjing zusammengefasst. 1950 wurde der Ort in den neuen Landkreis Changhua eingegliedert.

## Verkehr und Wirtschaft
Die Provinzstraße 1 durchläuft Yongjing von Nordost nach Südwest. Die Autobahn Nationalstraße 1 streift die Gemeinde im Westen, die nächste Abfahrt befindet sich in der westlichen Nachbargemeinde Xihu. Der Öffentliche Nahverkehr besteht aus Buslinien. Yongjing ist mit einem Bahnhof an die Westliche Hauptlinie der Taiwanischen Eisenbahn TR angebunden.
Yongjings Hauptwirtschaftszweig ist die Landwirtschaft, wobei zumeist Reis angebaut wird. Des Weiteren wird Schweinezucht betrieben. Daneben ist die Produktion von Blumen und anderen Zierpflanzen von zunehmender Bedeutung. Im Jahr 2022 wurde zur Förderung der Pflanzenproduktion und des Tourismus der Yongjing-Park für Tourismus und Produktion im Bereich Gärtnerei (永靖鄉園藝景觀產業園區) eröffnet.
Das bedeutendste Unternehmen Yongjings ist der Konzern Ting Hsin International Group (頂新國際集團 Dingxin Guoji Jituan), ein 1958 gegründetes Familienunternehmen, das ursprünglich Speiseöl und Trocken-Teigwaren produzierte und heute eine Reihe verschiedener Firmen und Marken umfasst.

## Kultur und Sehenswürdigkeiten

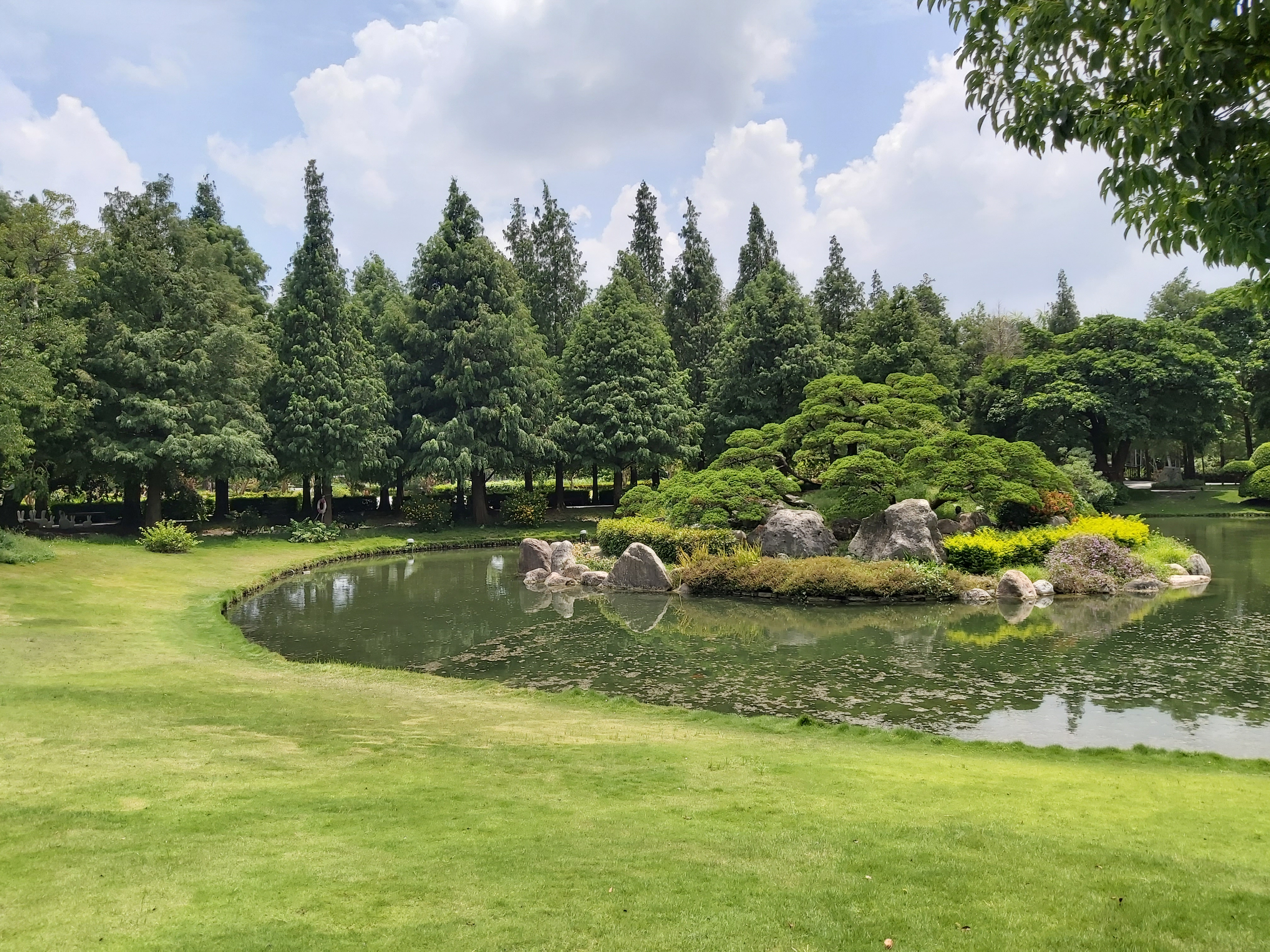
Im Cheng Mei Cultural Park

Man schätzt, dass ungefähr 70 % der Einwohner Yongjings von Einwanderern aus dem Gebiet um Chaozhou (Guangdong) abstammen, die im 18. und 19. Jahrhundert nach Taiwan kamen. Die Sprachen der Einwanderer, Teochew und Hakka, werden in Yongjing nicht mehr gesprochen, die  heute gebräuchlichen Sprachen Chinesisch und Taiwanisch weisen jedoch in Aussprache und Wortschatz einige von den alten Sprachen herrührende lokale Besonderheiten auf.
Ein wichtiges religiöses und gesellschaftliches Zentrum ist der 1811 errichtete Tempel Yongan Gong (永安宮) im Dorf Yongdong, in dem die Könige der Drei Berge (三山國王) verehrt werden. Zu Ehren der Könige wird jährlich am 25. Tag des zweiten Mondmonats ein Fest gefeiert, das sieben Tage dauert und für seine traditionellen Theater- und Musikaufführungen bekannt ist. Der Kult der Könige hat seinen Ursprung in Chaozhou, woher die Vorfahren der meisten Einwohner Yongjings stammten.
Anfang des 21. Jahrhunderts errichteten die Söhne Wei Hedes, des Gründers der Ting Hsin International Group, um den Stammsitz ihrer Familie herum den Chengmei Cultural Park (成美文化園). Er umfasst neben dem traditionellen Anwesen der Familie Wei, das der Öffentlichkeit zugänglich ist, Grünanlagen mit Gartenkunst, ein Firmengebäude, eine Kunstgalerie, ein Museum und Restaurants.